# Kannagi Rabbits
 (juillet 2022).
La mise en forme du texte ne suit pas les recommandations de Wikipédia : il faut le « wikifier ».
Les points d'amélioration suivants sont les cas les plus fréquents. Le détail des points à revoir est peut-être précisé sur la page de discussion.
- Les titres sont pré-formatés par le logiciel. Ils ne sont ni en capitales, ni en gras.
- Le texte ne doit pas être écrit en capitales (les noms de famille non plus), ni en gras, ni en italique, ni en « petit »…
- Le gras n'est utilisé que pour surligner le titre de l'article dans l'introduction, une seule fois.
- L'italique est rarement utilisé : mots en langue étrangère, titres d'œuvres, noms de bateaux, etc.
- Les citations ne sont pas en italique mais en corps de texte normal. Elles sont entourées par des guillemets français : « et ».
- Les listes à puces sont à éviter, des paragraphes rédigés étant largement préférés. Les tableaux sont à réserver à la présentation de données structurées (résultats, etc.).
- Les appels de note de bas de page (petits chiffres en exposant, introduits par l'outil «  Source ») sont à placer entre la fin de phrase et le point final[comme ça].
- Les liens internes (vers d'autres articles de Wikipédia) sont à choisir avec parcimonie. Créez des liens vers des articles approfondissant le sujet. Les termes génériques sans rapport avec le sujet sont à éviter, ainsi que les répétitions de liens vers un même terme.
- Les liens externes sont à placer uniquement dans une section « Liens externes », à la fin de l'article. Ces liens sont à choisir avec parcimonie suivant les règles définies. Si un lien sert de source à l'article, son insertion dans le texte est à faire par les notes de bas de page.
- La présentation des références doit suivre les conventions bibliographiques. Il est recommandé d'utiliser les modèles {{Ouvrage}}, {{Chapitre}}, {{Article}}, {{Lien web}} et/ou {{Bibliographie}}. Le mode d'édition visuel peut mettre en forme automatiquement les références.
- Insérer une infobox (cadre d'informations à droite) n'est pas obligatoire pour parachever la mise en page.

Pour une aide détaillée, merci de consulter Aide:Wikification.
Si vous pensez que ces points ont été résolus, vous pouvez retirer ce bandeau et améliorer la mise en forme d'un autre article.
 (février 2023).
Kannagi Rabbits (神薙ラビッツ, kannagi rabittsu) est un groupe féminin de J-pop dont le visuel et les chansons s'inspirent des miko, les jeunes prêtresses travaillant dans les sanctuaires shintoïstes au Japon.

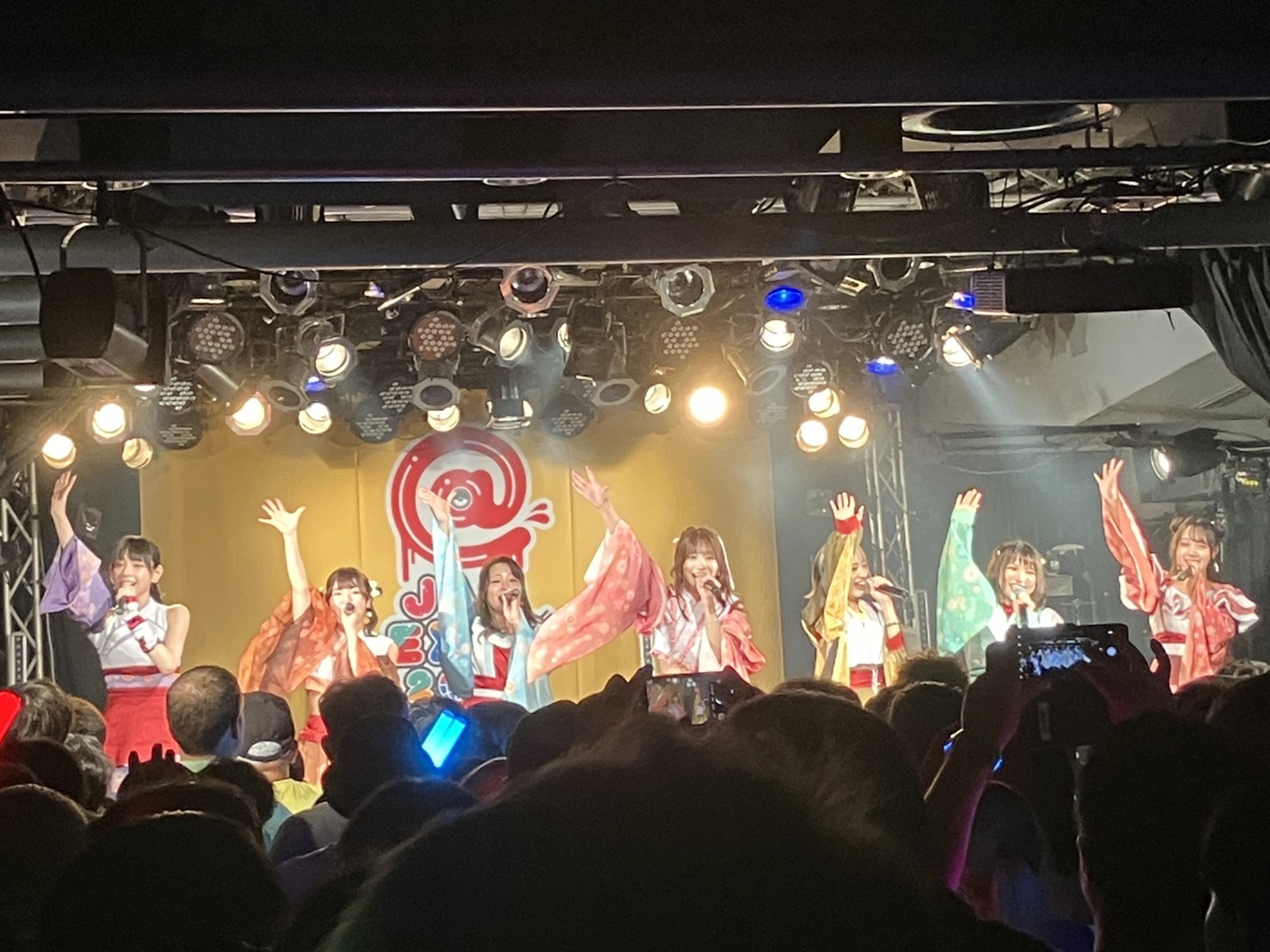
Kannagi Rabbits en 2023. De gauche à droite : Asahi, Aoi, Lio, Ayane, Naris, Rin et Irina.

Le nom du groupe, Kannagi Rabbits, est une combinaison de kannagi (神薙, kannagi), qui signifie « prophétesses », et de rabbits, de l'anglais « lapines », en référence à la légende asiatique du lapin lunaire.

## Histoire
Le concept du groupe a été dévoilé sur Twitter le 24 janvier 2019 : les membres sont des lapines au service des dieux, et elles cherchent à atteindre le Budōkan afin d'y retrouver la « cloche du son de la destruction » (薙の音の鈴, nagi no oto no suzu) qui a été dérobée. Le surnom donné aux fans est « l'équipe d'expédition du son de la destruction » (薙の音探検隊, nagi no oto tankentai) – généralement abrégé en « expédition » (探検隊, tankentai), et les membres de l'équipe de production se font appeler les « papas/mamans lapins » (親ウサギ, oya usagi).
Le 7 septembre 2019, le groupe remporte le prix Oshibudō Shō du concours Idol Matsuri et gagne ainsi le droit d'apparaître dans le manga Oshi ga Budōkan ittekuretara shinu. Le 20 mai 2020, les membres de l'époque (Ayane, Rin, Naris, Mayu et Asahi) y apparaissent effectivement dans le chapitre 38 (volume 7).
Le 26 février 2022, le groupe-soeur Kannagi-Toki Usagi- fait ses débuts.
Le 29 avril 2022, il est annoncé que le groupe sera invité à Japan Expo du 15 au 17 juillet 2022,. Ayane, Rin, Naris, Asahi, Lio, Aoi et Irina se rendent ainsi à Paris et se produisent chaque jour pendant 30 minutes sur la scène Tsubamé. Après chaque concert, une vente de produits et une séance de cheki sont organisées. Tout au long du salon, des séances de dédicaces et des séances photo sont également organisées.
Le 26 septembre 2022 est lancé le sous-groupe Cherillon, composé de Lio, Aoi et Irina.
Le 31 août 2023, Irina représente le groupe lors de la 13e saison du concours Sakidol Ace Survival du Weekly Young Jump.
Le 19 janvier 2024, le compte Twitter officiel annonce que Naris, la chanteuse principale, quittera le groupe le 2 avril 2024 en raison de problèmes de santé récurrents. À la suite de cette annonce, des auditions sont lancées pour recruter de nouvelles membres. Shuri et Miona rejoignent ainsi le groupe le 3 juin 2024 .
Du 11 au 14 juillet 2024, le groupe (Ayane, Rin, Asahi, Lio, Aoi et Irina – les deux nouvelles n'étant pas conviées) revient à Japan Expo. Comme en 2022, les filles se produisent chaque jour pendant 30 minutes, des ventes de produits, des séances de cheki, des séances de dédicaces et des séances photo sont organisées. Mais en plus de ça, cette année, le groupe a l'occasion de faire un showcase sur la scène Ichigo après la finale de l'Extreme Cosplay Gathering : elles se produisent ainsi devant 10 000 personnes pendant 20 minutes. Elles clôturent également le festival le dimanche soir lors de la Yuzu Idol Party, en compagnie d'Azuki Moeno et du groupe iiiidolll.
Le 21 janvier 2025, Sara rejoint le groupe.

## Membres
Membres actuelles
| Nom                   | Anniversaire | Couleur    | Position               | Notes                                                          |
| --------------------- | ------------ | ---------- | ---------------------- | -------------------------------------------------------------- |
| Ayane (綺音, ayane)   | 26 décembre  | Rose       | Danseuse et leader     | Membre fondatrice.                                             |
| Rin (梨, rin)         | 29 août      | Vert       | Danseuse et sub-leader | Membre fondatrice.                                             |
| Asahi (旭, asahi)     | 13 décembre  | Violet     | Danseuse et sub-leader | A rejoint le groupe le 26 janvier 2020 .                       |
| Lio (璃桜, rio)       | 5 octobre    | Bleu clair | Chanteuse              | A rejoint le groupe le 15 novembre 2020 .                      |
| Aoi (陽葵, aoi)       | 12 juillet   | Orange     | Danseuse               | A rejoint le groupe le 15 novembre 2020 .                      |
| Irina (衣麗月, irina) | 2 août       | Rouge      | Danseuse               | A rejoint le groupe le 22 juillet 2021 . Petite sœur de Naris. |
| Shuri (春鴒, shuri)   | 4 novembre   | Blanc      | Danseuse               | A rejoint le groupe le 3 juin 2024.                            |
| Miona (澪奈, miona)   | 10 mars      | Jaune      | Chanteuse              | A rejoint le groupe le 3 juin 2024.                            |
| Sara (サラ, sara)     | 12 mars      | Indigo     |                        | A rejoint le groupe le 27 fevrier 2025.                        |

Anciennes membres
| Nom                    | Anniversaire | Couleur | Position              | Notes                                                                         |
| ---------------------- | ------------ | ------- | --------------------- | ----------------------------------------------------------------------------- |
| Yuna (友菜, yūna)      |              | Rouge   | Danseuse et chanteuse | Membre fondatrice, a quitté le groupe en février 2019.                        |
| Mayu (真由, mayu)      | 10 juillet   | Bleu    | Chanteuse             | Membre fondatrice, est sortie diplômée le 8 août 2020.                        |
| Kagura (神楽, kagura)  | 10 février   | Rouge   | Danseuse              | A rejoint le groupe le 21 juin 2020 , en est sortie diplômée le 27 mars 2021. |
| Naris (七燐鈴, narisu) | 24 janvier   | Jaune   | Chanteuse principale  | Membre fondatrice, est sortie diplômée le 2 avril 2024. Grande sœur d'Irina.  |

Formations successives

## Sous-groupe

### Cherillon
Le 26 septembre 2022, le compte Twitter officiel annonce le lancement d'un premier sous-groupe, Cherillon (チェリヨン, cheriyon). Il est composé de trois membres : Lio (leader), Aoi et Irina. Les fans sont surnommés les « Ulysse » (ユリシス, yurishisu) .

## Discographie

### Singles
| Date de sortie | Titres | Formats             | Notes                                              |
| -------------- | --- | ------------------- | -------------------------------------------------- |
| 2019           | 幸せ梨模様／紅孔雀 (shiawase nashi moyō / benikujaku)                                                                           | Music card          | Shiawase nashi moyō est la chanson solo de Rin.    |
| 2019           | 軌跡／熱帯夜 (kiseki / nettaiya)                                                                                                | Music card          | Kiseki est la chanson solo de Mayu.                |
| 2019           | 春雷／夏と、海と、ウサギと僕 (shunrai / natsu to, umi to, usagi to boku)                                                        | Music card          |                                                    |
| 2019           | 雨傘／はつこい (amakasa / hatsukoi)                                                                                             | Music card          |                                                    |
| 2019           | 天上天下／絶対可憐！うさぎ少女！ (tenjō tenge / zettai karen! usagi shōjo!)                                                     | Music card          |                                                    |
| 2019           | 神薙おとぎ草子／百花繚乱 (kannagi otogi sōshi / hyakkaryōran)                                                                   | Music card          |                                                    |
| 2019           | 十六夜輪舞曲／花唄 (izayoi rondo / hana uta)                                                                                    | Music card          |                                                    |
| 20/03/2019     | 晴天、流し雛／全国餅つき兎音頭 (seiten, nagashihina / zenkoku mochitsuki usagi ondo)                                            | Music card          |                                                    |
| 2020           | 灼熱謝兎祭／灼熱謝兎祭5人ver／十六夜輪舞曲5人ver (shakunetsu kānibaru / shakunetsu kānibaru gonin ver / izayoi rondo gonin ver) | Music card          |                                                    |
| 2020           | 焔／夏と、海と、ウサギと僕 2020ver. (homura / natsu to, umi to, usagi to boku 2020 ver.)                                        | Music card          |                                                    |
| 14/12/2020     | 悪戯遊戯／潮風に咲く花 (itazura yūgi / shiokaze ni saku hana)                                                                   | Music card          | Shiokaze ni saku hana est la chanson solo d'Asahi. |
|                | 世界一天晴れウサギ！／向日葵の少女 (sekai ichi appare usagi! himawari no shōjo)                                                 | Music card          | Himawari no shōjo est la chanson solo d'Aoi.       |
| 05/06/2021     | 雷神／眠れる羊 (raijin / nereru hitsuji)                                                                                        | Music card          | Nereru hitsuji est la chanson solo de Naris.       |
| 09/10/2021     | 雪の降る街／桜色の宝物 (yuki no furu machi / sakurairo no takaramono)                                                           | Music card          | Yuki no furu machi est la chanson solo de Lio.     |
| 2022           | 太陽と月 (taiyō to tsuki) | Streaming           | Avec Kannagi-Toki Usagi-.                          |
| 2022           | 王冠の塔 (ōkan no tō) | Streaming           | Avec Kannagi-Toki Usagi-.                          |
| 2022           | 青空の秘密 (aozora no himitsu)                                                                                                  | Streaming           | Avec Kannagi-Toki Usagi-.                          |
| 2023           | ただ一人の君へ (tada hitori no kimi he)                                                                                         | Streaming           | Avec Kannagi-Toki Usagi-.                          |
| 2023           | 水の都の踊り子 (mizu no miyako no odoriko)                                                                                      | Streaming           | Avec Kannagi-Toki Usagi-.                          |
| 12/08/2023     | 嗚呼、青天の麗空 (ā, seiten no urarazora)                                                                                       | Streaming           |                                                    |
| 14/11/2023     | 幻華双樹 (genka sōju) | Streaming           |                                                    |
| 2024           | 推しが尊い! (oshi ga tōtoi!) | Streaming           | Avec Kannagi-Toki Usagi-.                          |
| 15/04/2024     | 花咲く空に／あゝ浮世恋絵巻 (hanasaku sora ni / ā ukiyo koiemaki)                                                                | Physique, streaming |                                                    |
| 18/06/2024     | 閃 (sen) | Streaming           |                                                    |
| 03/08/2024     | からくれなゐの天の川 (karakurenai no amanogawa)                                                                                 | Streaming           |                                                    |
| 06/11/2024     | 秋の空、紅葉の舞う中で (aki no sora, kōyō no mau naka de)                                                                       | Streaming           |                                                    |
| 24/11/2024     | 春を踊る鶺鴒 (haru wo odoru sekirei)                                                                                            | Streaming           | Chanson solo de Shuri.                             |
| 17/03/2025     | あなたの為に身を尽くし (anata no tame ni mi o tsukushi)                                                                         | Streaming           | Chanson solo de Miona.                             |
| 17/04/2025     | 沙來双樹の薙の音 (sarasōju no nagi no oto)                                                                                      | Streaming           | Chanson solo de Sara.                              |

## Apparitions

### Apparitions télévisuelles
- Idol Gift:R (RCC TV)

- music-ru TV (TV Asahi)

- Asanama Wide su - matan ! (Yomiuri TV)

### Apparitions en dehors du Japon
- Japan Expo Paris 2022[5],[6]
- Japan Expo Thailand 2022
- Japan Expo Paris 2024[14]